# Keur
Qareh (fl. XVII-XVI secolo a.C.) è stato un faraone della XVI dinastia egizia.

## Biografia
Noto nelle trattazioni più antiche come Qar, l'unica conferma della sua esistenza viene da un paio di scarabei:
| N29 | G1 | D21 |

Il nome Qareh è di chiara origine semita e significherebbe "il calvo".
La mancanza di qualsiasi citazione nelle principali liste reali impedisce ogni tentativo di ordinamento cronologico di questi sovrani che furono, con molta probabilità, governanti locali soggetti a relazioni di vassallaggio nei confronti dei regnanti della XV dinastia (grandi hyksos).
Opponendosi alla collocazione "classica" nella XVI dinastia, l'egittologo Kim Ryholt pone questo regnante nella XIV dinastia.